# 숙실과

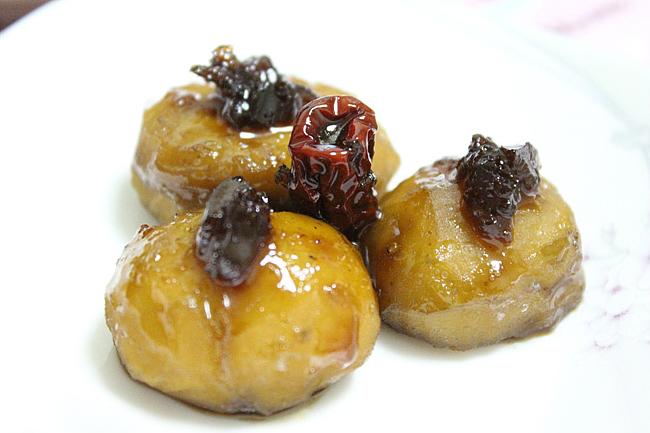
숙실과

숙실과(熟實果)는 과일, 곡식을 물에 끓인 후 모양을 넣어 만든 한과이다.

## 종류
- 율란(栗卵)
- 조란(棗卵)
- 생란(生卵)
- 밤초
- 대추초